# VTuber

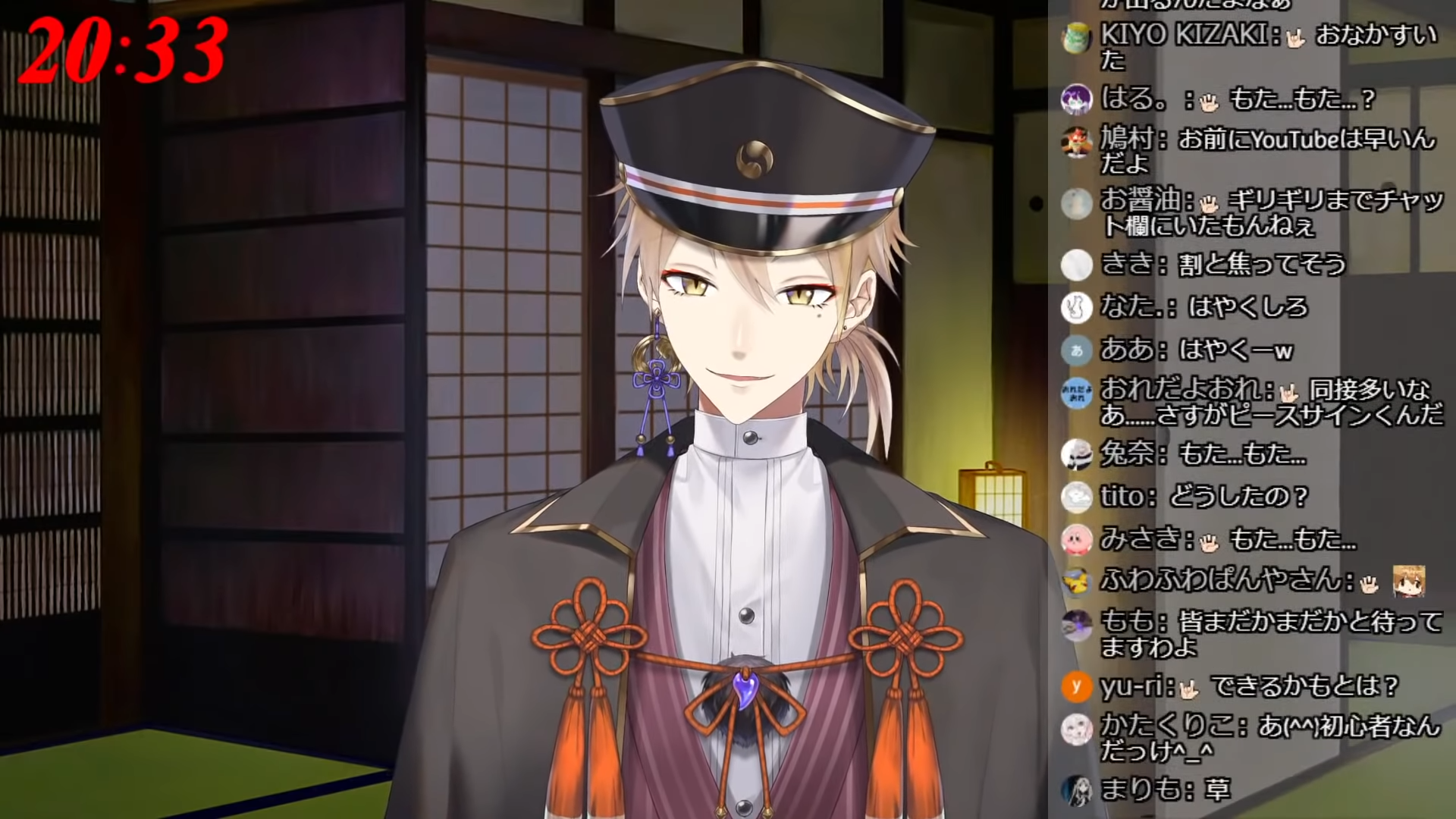
虛擬YouTuber直播畫面擷圖。畫面中央的角色是虛擬YouTuber伏見學，右方是線上觀眾發布的即時訊息。

虛擬YouTuber（日语：バーチャルユーチューバー，簡稱、VTB），又稱虛擬主播（日语：バーチャルライバー）、Vsinger、Vliver、VUP（UP主）等，是指以虛擬人物形象在網路影片平台上傳影片或進行直播的創作者，常於YouTube、bilibili、Twitch、Facebook、Reality、niconico、Showroom等影視平台活動。

## 概要

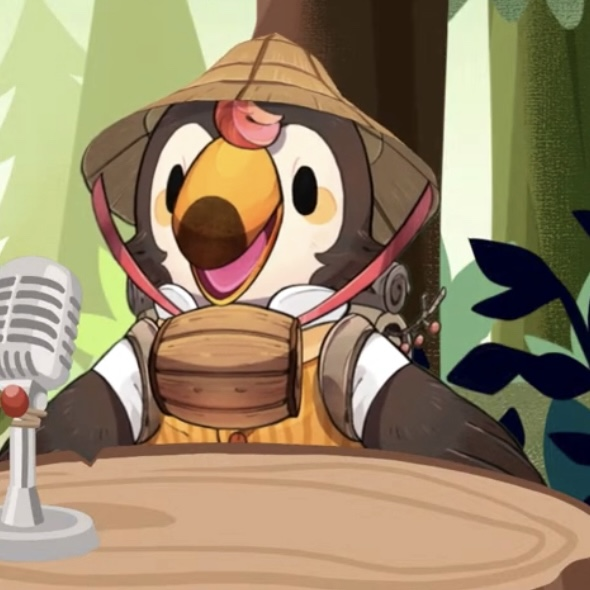
以托哥巨嘴鳥動物形象呈現的VTuber

VTuber由兩個主要部分構成：虛擬人物（又稱「皮」）和背後的操作者（又稱「中之人」或「魂」）。通過捕捉操作者的聲音、動作和面部表情，並通過軟體將這些動作對映到虛擬人物上，再以直播或影片的形式來塑造和完善虛擬人物的形象，進而獲得社會認同與價值收入。VTuber的幕後運營可能是一個團隊，包含程式設計、動作控制、配音員等多個角色的「企業勢」；也可能是由一個人單獨運營的「個人勢」；或介於兩者之間的「團體勢」（又稱「社團勢」）。
VTuber除了人類外觀外，還包括完全不具備人類特徵的動物形象。這些動物形象的VTuber被稱為「動物VTuber」，形象涵蓋各種動物，包含部分幻想生物。比如彩虹社的德比德比·德比魯、Lunlun和黑井柴，以及華裔Youtuber一隻土撥鼠。

### 技術實現

具有手勢追蹤功能的 vtuber

在動作捕捉和動作映射上。大部分的虛擬YouTuber採用2D動作捕捉，主要借助攝像頭或直接用手機將操作者的動作進行採集。而少部分的虛擬YouTuber採用3D動作捕捉，通過借助安置在操作者頭部與肢體上的動作捕捉設備以及傳感器將真人的動作進行採集，之後再利用Live2D或Unity等軟件製作好的人物模型導入到VTube Studio、FaceRig等軟件把採集到的人物表情和肢體動作映射到虛擬角色上。
隨著虛擬YouTuber的潛力不斷被發掘。虛擬YouTuber可以通過虛擬場景的搭建、實時的運動捕捉機制以及科技進步所帶來的臉部技術、聲控辨識等細微的變化等等，使虛擬YouTuber可以以更加逼真的演出方式和多樣的互動形式與現實世界中的粉絲進行活動。

### 優勢
在成名的同時仍可保有一定程度的隱私。跨性別者或外貌不符主流審美標準的人可以隱藏真實外貌。
韓國中央日報稱：“虛擬YouTuber的想法對於那些從未遇到過把自己描繪成只存在於數字世界中的角色的人來說是一個驚喜。……這些實驗不僅突破了内容創作的界限，而且提出了關於未来内容將如何生產和消費的根本問題。”
BBC报道稱，VTuber的興起「是一場對未來有重大影響的職業——它可以改變品牌推銷產品以及人們如何與技術進行互動的方式。」

## 歷史
虛擬人物的概念起源於網路發展早期的網名和頭像。線上遊戲的角色和賽博龐克的科幻作品進一步推展虛擬形象的功能。2002年的美國電影虛擬偶像描述了用電腦影像製作虛擬演藝人員來吸引觀眾、2012年的小說《一級玩家》描述人們主要以虛擬身份生活。2007年的初音未來進一步顯示這種作法的可行性，並著重於日式動漫畫的人物設計而非擬真。2021年的日本動畫電影《龍與雀斑公主》除了探討現實與虛擬身份的分界、網路空間和現實的交互影響、網路文化現象以外，也反映包含虛擬演藝人員在網路平台遭遇的處境。
2019年2月，絆愛與奧斯卡最佳男配角獎得主基斯托夫·華薩和電影導演羅拔·洛迪格斯等好萊塢電影工作者共同出演，並互相稱讚和握手。
截止到2020年8月13日，根据Playboard数据显示，YouTube全球SuperChat直播打赏排行榜的前十名中有7位虛擬YouTuber，其中位于榜首的桐生可可累计获得港币约607万的SuperChat直播打赏，是PewDiePie的三倍。
2022年12月YouTube官方趨勢Podcast表示，2018年VTuber的作品每月约有4億觀看人次，2022年每月约有15億觀看人次。

### 日本
名詞由2016年12月開始活動的絆愛首次使用，定義爲「利用動態捕捉程式達成虛擬形象與真的人結合的角色」或“由電腦圖形所繪製的插畫風格的人物YouTuber”。雖然在此之前就已經有類似的虛擬角色出現，但是當時這類虛擬角色並未定性爲虛擬YouTuber。因此在一段時間，虛擬YouTuber是絆愛的代名詞:29。
2017年開始，隨着諸如電腦少女小白、未來明、虛擬口癖蘿莉狐娘Youtuber大叔、輝夜月等擁有大量粉絲的虛擬YouTuber的加入:46，原先作爲絆愛的代名詞的虛擬YouTuber一詞被重新定義，並逐漸廣泛使用:29。
一些虚拟角色也在其他媒体领域发展，如出演地面电视节目、出售商品等，此时虚拟YouTuber是作为一个便于理解的品牌名称。现也有电视台专门为虛擬YouTuber制作节目，如TOKYO MX的“VIRTUAL BUZZ TALK!”和朝日电视台的“超人女子战士 Gariben Girl V”。
也有一些公司推出了自家的虚拟YouTuber做宣传，如三得利的灿鸟Nomu、樂敦製藥的根羽清心和茨城县Ibakira TV的茨日和。
截至2018年5月28日，虚拟YouTuber總計有3000人，訂閱者共1089万，影片點擊率達到6億9000万次以上。到2019年4月，虚拟YouTuber總計有约6000人，訂閱者共约2000万。而根據User Local的統計，到2021年10月，虛擬YouTuber總計已經超過16000人。随着虚拟YouTuber迎来热潮，一些虚拟YouTuber组织也随即兴起，其中比较有名的有Upd8、Nijisanji、hololive、卟啵电竞（VSPO!）、Neo-Porte等。
作为自2018年开始十分流行的词汇或概念，“虚拟YouTuber/VTuber”一词在2018年网络流行语大奖中获得金奖。根据JustSystem自截止至2019年3月1日的调查，虚拟YouTuber已被67%的10-19岁群体以及50%的20-29岁群体所熟知。

### 中国大陆
在中国大陆，由于YouTube遭到屏蔽，所有用户不能「直接」观看虚拟YouTuber的视频。因此除了有部分中国大陆用户会翻墙观看之外，也有用户将相关视频、直播转载到bilibili和抖音等视频社区（即网友所称的“视频搬运”）。另外也有相当一部分虚拟YouTuber在中国网站内设有官方频道，并进行直接的，跨国的，面向中国市场的直播。一部分虚拟YouTuber在bilibili的粉丝订阅量远高于YouTube的订阅量，还有一些虚拟YouTuber的活动中心向中国偏移。
比起跨海活动的日本Vtuber，中国本土的虚拟主播或虚拟视频制作人数量更多，在开发国内市场上走的也更远。他们一般走ACG風格，绝大多数在bilibili上活动，所以称为“虚拟UP主”或“虚拟主播”。他们活跃的方式主要是通过直播，也制作虚拟形象视频、进行翻唱、舞蹈表演等。目前在中國大陸活躍的虛擬主播有嘉然、七海Nana7mi、星瞳、泠鸢yousa等。截至2023年1月4日，在bilibili直播的“航海名人榜”中，达到“万舰”（即一万个不同的人在一个月内打赏价值138元人民币的“舰长”礼物）成就的主播全站一共9人，其中虚拟主播占7人；达到“千舰”成就的主播，虚拟主播有73人，占全站比例超过35%；bilibili关注数突破一百万的虚拟主播共31人。除了在bilibili，另有在抖音、淘宝、AcFun等平台使用虚拟形象进行工作的角色。
国内商业公司对虚拟主播行业入场总体上是开放的。2020年10月17日爱奇艺开办了以虚拟偶像为主的综艺节目《跨次元新星》。2020年11月23日乐华娱乐联合字节跳动推出虚拟偶像团体A-SOUL。另外，有腾讯QQ炫舞和Tencent IEG部门打造的虚拟时尚博主星瞳，有bilibili和彩虹社合作的虚拟艺人团体VirtuaReal等。
中国大陆官方机构和Vtuber行业接触的先行者是CCTV新科动漫频道旗下的虚拟形象新科娘，她于2019年9月成爲虚拟UP主，在bilibili進行直播，但该企划更换了4次中之人，企划已于2021年12月25日宣布终结。。除此之外，还有华中科技大学的校园虚拟形象“华小科”，SMG旗下的虚拟艺人团体“雪风军团”等。在第一个国产Vtuber出现（2017年8月）多年后才由国家广播电视总局、文化和旅游部发布《网络主播行为规范》，内容也仅仅确认Vtuber与视频配音者等从业人员属于“主播”范围受有关部门监管。2021年10月，中国广电总局在《广播电视和网络视听“十四五”科技发展规划》中提出虚拟形象的技术包含2D与3D两方面，具体内容有虚拟引擎构建、语音驱动、动捕，面捕等内容。该统计规划称：2021年中国大陆虚拟偶像的相关产业链年产值为1074.9亿元人民币。该《规划》也是国家层面上有关Vtuber行业的首份指导规划文件。
尽管如此，中国主流社会对虚拟主播、虚拟偶像行业的了解仍然很难称得上是务实、接近行业现状的。由于其二次元属性，Vtuber经常会被拿来作为“元宇宙”、“国漫”等概念的宣传素材，和“数字人”之类的概念进行绑定，或与Vocaloid混淆概念。相当一部分“虚拟人”“元宇宙数字人”没有中之人，没有定期直播，只是拿出来的“样子货”，却挂上了品牌代言人，卫视看板娘的帽子。这些仅在宣传海报上出现的数字人的典型代表是米哈游出品，由AI合成语音的“鹿鸣”，她出道一年仅直播2次。显然，这和有中之人操控的Vtuber完全不是一个行业。对于活跃的，全职的国V而言，讨论的对象大都是把bilibili作为主要直播平台。部分虚拟主播曾参加如中科院物理所开发日这样的大型活动。不过，在中国，虚拟主播的营业收入绝大多数都来自于toC端。
在东方卫视的访谈节目《来点财经范儿》第29集节目中，VirtuaReal所属主播小可学妹在回答复旦大学管理学院教授凌鸿的提问时极力避免谈及虚拟形象和背后中之人之间的联系。凌鸿起初认为小可是AI，背后是由微软小冰一类的引擎驱动，在反复提问小可的粉丝画像，直播内容，虚拟社交圈子等信息后才改变了自己原先的看法，他确认：所谓的“数字人”，其实还是背后由中之人操控，Vtuber并不是强人工智能，也不是机器人，“元宇宙”的情感慰藉在当下是利用动捕“套皮”和角色扮演的形式替换了真人主播形象。
除了对业态理解出现偏差，更有官方媒体对这一行业抱持着既不了解也根本不想了解的傲慢态度。中国青年报记者李若一在评价VTuber时，在事先没有了解虚拟主播行业的情况下，撰写文章批评该行业的低俗风气，结果举例完全失当，将莎乐美在直播中展出胃镜图片内容认定为“三俗”（庸俗、低俗、媚俗），应当用中国法律“管制”该日本主播在YouTube的直播内容。

### 台灣
2017年開始，數家平台開始推出台灣VTuber，如Yahoo! TV的虎妮和杏仁咪嚕、KKBOX的團體K′WA。2018年，台灣東南科技大學宣佈計劃對想要進入虛擬YouTuber行業的企業與僱員提供支持。
公共電視2023年開始舉辦金V獎，以類似台灣影視產業三金典禮以及走鐘獎的形式徵件評審，藉以擴展VTuber主題的能見度。

### 媒体评价
BBC报道称：“随着臉部识别技术越来越普及，生活在小说里似乎不再是梦想。无论虚拟YouTuber……在未来成为互联网的一部分，还是仅仅昙花一现，至少现在，围绕现实的界线已然模糊。”
彭博社称：“迄今为止，虚拟YouTuber现象几乎完全是日本式的，然而它的潜在技术和将流行文化与增强的互动性相结合的公式——以及由此带来的可信度——是普遍的。”
华尔街日报称：“虚拟YouTuber是日本漫画和动画悠久传统的一种演变，为漫画书和电视屏幕上早先描绘的那种人物提供了实时互动。下一步可能是人工智能，让虚拟YouTuber们在没有任何后台人类帮助的情况下唱歌、跳舞和恶作剧。”
连线意大利版称：“YouTuber的广阔版图正受到来自日本的虚拟冲击。”
南德意志报专栏作家迈克尔·穆尔斯特德称：“从日本，我们得到的消息是，不仅在互联网上发布日常琐事的真人接触到了数百万观众，而且越来越多的数字创造的人物也做着完全相同的事情，并且同样成功。”

## 问题与争议

### 操作者和角色的關係
許多虛擬YouTuber希望只呈現出虛擬人物的身份，排除操作者的身份，粉絲通常也有默契不討論操作者的真實身份。許多經營虛擬YouTuber的公司也規定操作者必須保持角色形象，不得透露操作者的身份。然而有些觀眾會人肉搜索操作者、或是在接觸到此資訊後公開討論。由於虛擬角色和真實人物的界線模糊，有些觀眾可能會把角色設定當真，而在發現事實後覺得受騙上當，或是嘲笑那些其實並不在意此事的粉絲（例如 Nora Cat 的操作者和角色性別不同）。
就技術而言，虛擬人物的角色和操作者並不需要保持一對一的關係，並且觀眾平時也只能看見角色、看不見操作者；然而，觀眾對於操作者的個性和聲音可能帶有強烈的偏好，因此若替換操作者，可能引起觀眾的不滿，例如絆愛的“四个绊爱”骚动，到2019年12月4日，“四个绊爱”被彻底区分开来，该事件的余波一直持续至2020年5月8日“四个绊爱”的频道全部分拆為止。另一個例子是Azulim稱公司要求撤換操作者，造成粉絲不滿。
與此相反的事也可能發生，角色外觀、動作、或是操作者的說話方式可能發生更動，然而觀眾卻偏好原本的人物形象。
此外也曾經發生過公司對角色的操作者欺壓的事件，例如2019年發生的遊戲部企劃藝人欺凌事件，該事件導致企劃四位角色操作者遭替換。也因為公司的處理態度與操作者的替換造成粉絲不滿，企劃於隔年宣布終止。

### 其他爭議
虛擬Youtuber如同其他職業，會發生各種工作上的爭議，包括勞資糾紛（例如Azulim未領到工資、Unlimited压榨旗下艺人、新科娘中之人抹黑和学历造假、A-Soul企划内疑似存在压榨中之人行为）、發言不當（例如COVER公司的「石」事件）或捲入政治爭論（例如共青团中央試圖推出的江山娇与红旗漫虚拟主播、赤井心以及桐生可可提及台湾而造成的爭論）。
此外，因為是在網路平台活動的緣故，也不乏出現虛擬Youtuber遭網路霸凌的事件。

### 書籍
- . 青土社. 2018. ISBN 978-4-7917-0351-7.

## 外部連結
- 四月一日三姐妹之家庭故事 （页面存档备份，存于）：时乃空等VTuber主演的電視劇
- 战斗吧歌姬 （页面存档备份，存于）：乐元素旗下Vtuber真人秀
- KomicaWiki （页面存档备份，存于）：虛擬YouTuber